# Saint-Clair (Tarn e Garonna)
Saint-Clair è un comune francese di 265 abitanti situato nel dipartimento del Tarn e Garonna nella regione dell'Occitania.

## Società

### Evoluzione demografica
Abitanti censiti